# Wilhelm Boden (Orgelbauer)
Wilhelm Boden war ein deutscher Orgelbaumeister, der seine Werkstatt in Halberstadt hatte. Er stammte aus einer Halberstädter Orgelbauerfamilie.

## Werkliste (Auswahl)
| Jahr | Ort                | Kirche                | Bild | Manuale | Register | Anmerkungen |
| ---- | ------------------ | --------------------- | ---- | ------- | -------- | --- |
| 1837 | Neuwerk            | Dorfkirche            |      | I       | 6        | |
| 1838 | Blankenburg (Harz) | St. Bartholomäus      |      | III/P   | 33       | Das Pfeifenmaterial der barocken Vorgängerorgel wurde teilweise wieder verwendet. Der heutige Orgelprospekt stammt von einer Renovierung im Jahr 1866. 1932 Neubau im alten Gehäuse durch Furtwängler & Hammer, 2010 Neubau im alten Gehäuse durch Jost Truthmann. |
| 1842 | Wienrode           | Dorfkirche            |      | I/P     | 9        | 2013 restauriert durch Orgelbauer Jost Truthmann aus Frankfurt (Oder). |
| 1850 | Stangerode         | St.-Salvatoris-Kirche |      |         |          | |
| 1851 | Hasselfelde        | St.-Antonius-Kirche   |      | II/P    | 25       | Im Laufe der Zeit ist das Instrument mehrfach umgebaut und dem jeweiligen Zeitgeschmack angepasst worden. |
| 1857 | Remkersleben       | Sankt-Michael-Kirche  |      | II      | 15       | 1935 wurde die Schleifladenorgel von der Orgelbaufirma P. Furtwängler & Hammer aus Hannover umgebaut. 1999 bis 2003 Reparatur des seit 1972 nicht mehr bespielten Instrumentes durch Orgelbaumeister Reinhard Hüllen.                                              |